# 杰克·麦肯齐
杰克·麦肯齐（英語：Jack McKenzie，1930年7月22日—），加拿大男子冰球运动员，场上位置是后卫。他曾代表加拿大参加1956年冬季奥林匹克运动会冰球比赛，获得一枚铜牌。